# Megistotherium
Megistotherium (del griego, megistos "grande" + therion "bestia" y osteon 'hueso' + thlaston 'aplastado, mordido' con -es como agente sustantivo: 'quebrantahuesos') es un género extinto de creodonte, y la única especie conocida de éste es Megistotherium osteothlastes. Algunos paleontólogos lo consideran un sinónimo más moderno de Hyainailouros sulzeri

## Descripción
Megistotherium osteothlastes fue un enorme creodonte de la familia de los hienodóntidos que vivieron a principios del período Mioceno, hace unos 23 millones de años. Ha sido hallado en las formaciones geológicas Ngorora y Muruyur
de Kenia, Egipto, Namibia, Uganda y Libia. Fue nombrado por Robert Savage en 1973; y con un cráneo de 66 cm de longitud es considerado uno de los mayores mamíferos carnívoros conocidos y se le estima un peso de hasta 500 kg.
Los dientes carnasiales de Megistotherium (como los de otros Creodonta) eran los primeros molares superiores, superponiéndose a sus contrapartes de la mandíbula inferior a modo de tijeras, formando una formidable y poderosa acción de corte. La tierra que es ahora el desierto del Sahara era mucho más fértil en el Mioceno. Había una considerable abundancia de pastos y lluvias. Lagos y estanques proveían agua para la fauna mayor, de cuya abundancia y diversidad vivían Megistotherium y otros depredadores. Hienodóntidos gigantes como éste pudieron haber evolucionado tanto como depredadores especializados como carroñeros de los grandes herbívoros africanos. Huesos de mastodontes han sido hallados con sus fósiles, indicando que Megistotherium pudo haberlos cazado para alimentarse.

## Taxonomía
El orden Creodonta comprende un diverso grupo de depredadores que fueron los más exitosos durante el Eoceno antes de ser ecológicamente desplazados por el orden moderno Carnivora durante el Oligoceno tardío. Megistotherium apareció en el Mioceno hacia el final del florecimiento de los creodontes; fue parte de una radiación de hienodóntidos africanos que se produjo en esta época. Hyainailouros sulzeri está muy relacionado con Megistotherium, siendo muy similares en tamaño, estructura y proporciones - con una cola larga, patas cortas y un cuerpo robusto. Morales & Pickford (2005), Morlo, Miller & El-Barkooky (2007) y Morales, Pickford & Salesa (2008) sugirieron que de hecho Megistotherium es un sinónimo más moderno de Hyainailouros sulzeri, el cual es conocido de un esqueleto casi completo, entre otros restos, y ha sido hallado en Europa, Asia y Namibia, y por lo tanto viene de las mismas localidades.